# Pseudobalbillus protrudens
Pseudobalbillus protrudens är en insektsart som beskrevs av Jacobi 1912. Pseudobalbillus protrudens ingår i släktet Pseudobalbillus och familjen dvärgstritar. Inga underarter finns listade i Catalogue of Life.